# Морфин
Морфинът е алкалоид от изохинолиновата група. Съдържа се в растения като мак. Добива се чрез плитко нарязване на зелените макови глави. Изтичащото бяло „мляко“ се сгъстява на въздуха и се нарича опиум – в него се съдържат наркотин, кодеин и тебаин. През 1803 г. немският аптекар Фридрих Вилхелм Сертюрнер успял да изолира от опиума, в чист вид, алкалоида морфин – той му дал това име в чест на древногръцкия бог на съня Морфей. Морфинът притежава голяма част от свойствата на суровия опиум и постепенно започнал да го измества като средство за успокояване на болката. Приятните изживявания, които поражда, и зависимостта, в която човек изпада при редовното му приемане, го поставят в групата на наркотичните вещества.

## Приложение
Силни болки (тежки травми, миокарден инфаркт, рак), кардиална астма и при премедикация.

## Фармацевтична характеристика
Основен представител на групата на опиоидните обезболяващи средства. Има силно аналгетично действие заради свързването със специфични рецептори на централната нервна система. Тези рецептори са G-протеин свързани, като може да се активират и от ендогенни съединения, като ендорфини, енкефалини, динорфини и други.

## Странични ефекти
Потискане на дишането, спадане на кръвното налягане, гадене и повръщане, развитие на лекарствена зависимост във всичките ѝ форми – физическа, психическа и с изразен толеранс; както и запек и задръжка на урина. При бременни зависими се наблюдава абстинентен синдром и при бебето.

## Дозировка
Подкожно 5 – 10 мг на 70 кг телесно тегло е първоначалната оптимална доза на морфина и има задоволителен аналгетичен ефект при всеки седем от десет пациента. Максимално-допустимата доза е 50 мг на денонощие. При деца се дозира 0,1 мг/кг.

## История
В античния свят опиумният мак е бил символ на вечния сън и често се е изобразявал в надгробните паметници. Гръцката богиня на земеделието Деметра се изобразявала с житни класове и узрели макови глави. Има неясни сведения, че спартанските войници преди битка ядели макови глави, които ги правели нечувствителни към болката – това е вероятно, тъй като войниците на много времена и народи са използвали мака за тази цел. Великите лекари на древността Хипократ, Диоскорид и Гален добре са познавали болкоуспокояващите му свойства. Римляните го използвали не само като лекарство, но и като отрова. Агрипина, третата жена на император Клавдий, с помощта на опиум отровила заварения си син Британик, за да осигури властта за своя собствен син Нерон.
Употребата на опиум се разпространила силно с експанзията на исляма. Около 9 век арабски търговци го пренесли в Индия, откъдето той достигнал до Далечния Изток. В Индия опиумът от векове се е използвал в традиционната медицина за лекуване на различни болести, както и при ухапвания от скорпион. Индийските лекари към края на лечението, незабележимо за болния, постепенно намалявали дозата, така че да бъде избегнат синдромът на абстиненция. Опиумът се употребявал и просто като средство за удоволствие. Върху саркофага на Шах Джахан в мавзолея Тадж Махал са изобразени макови глави, които напомнят на покойния шах за опиума, който обичал да добавят във виното му. В Индия малки топчици опиум, наричани голи, се поставят под езика, докато се пие чай.
В обикновеното съзнание пушенето на опиум се свързва с Китай. До едно време опиумът бил приоритет само на китайските висши класи – тогава той още не се пушел. В началото на 17 век холандските търговци започнали да внасят тютюн в Китай, който китайците бързо харесали. Императорското правителство забранило вносния тютюн, който влошавал търговския баланс на страната, като започнало да пропагандира родния опиум.
Опиумът, но под една друга форма, е бил много използван в Европа и САЩ. Смята се, че лекарството, наречено лауданум – винен или слаб спиртен извлек (тинктура) на опиум, е въведено от Парацелз около 1530 година. Лауданумът станал популярен сред много интелектуалци, които започнали да го вземат, заради необичайните усещания, до които води – лорд Байрон, Пърси Б. Шели, Уолтър Скот и много други.